# Kōichirō Matsuura
Kōichirō Matsuura (松浦 晃一郎, Matsuura Kōichirō, parfois écrit Koïchiro Matsuura), né le 29 septembre 1937, est un diplomate japonais. Ambassadeur du Japon à Paris de 1994 à 1999, il est directeur général de l'Organisation des Nations unies pour l'éducation, la science et la culture (UNESCO) de 1999 à 2009.

## Biographie
Diplômé en droit de l’université de Tokyo et en économie du Haverford College (États-Unis), Kōichirō Matsuura commence sa carrière de diplomate en 1959 [réf. nécessaire]. Il est ainsi ambassadeur du Japon en France entre 1994 et 1999.
De 1998 à 1999, il est président du comité du patrimoine mondial de l’UNESCO et le 12 novembre 1999, il devient directeur général de l'UNESCO. Réélu en 2005 pour quatre ans, il quitte ses fonctions le 15 novembre 2009 et Irina Bokova lui succède.
Il est également directeur général du bureau de la coopération économique du ministère japonais des Affaires étrangères de 1988 à 1990, et directeur général du bureau des affaires nord-américaines du ministère des Affaires étrangères de son pays de 1990 à 1992. Cette année-là, il est nommé ministre adjoint des affaires étrangères, poste qu'il exerce pendant 2 ans.
Kōichirō Matsuura a écrit plusieurs livres sur les relations internationales.
Il est membre honoraire du Club de Rome.
Il est actuellement président de la Fédération internationale de go.

## Honoris causa
Il a obtenu plusieurs doctorats honoris causa :
- Université Jean-Moulin-Lyon-III ( France, 1997)
- Université Bilkent ( Turquie)
- Université libre de Tanzanie en Droits ( Tanzanie)[4]
- Université d'État de Moscou ( Russie, 2003)[5]
- Université Abdou-Moumouni ( Niger, 26 novembre 2004)[6]
- Université de Santo Tomas  en Droits ( Philippines, 2006)
- Université du Québec à Montréal ( Canada, 7 juin 2006)[7]
- Université Cheikh Anta Diop ( Sénégal, 2007)[8]
- Université Kyung Hee  en Philosophie ( Corée du Sud, 2008)
- Université russe de l'Amitié des Peuples ( Russie, 2008)[5]

Il est fait professeur honoris causa de :
- Université Renmin de Chine ( Chine)[9]